# Goniaea
Goniaea is een geslacht van rechtvleugeligen uit de familie veldsprinkhanen (Acrididae). De wetenschappelijke naam van dit geslacht is voor het eerst geldig gepubliceerd in 1873 door Stål.

## Soorten
Het geslacht Goniaea omvat de volgende soorten:
- Goniaea angustipennis Sjöstedt, 1920
- Goniaea australasiae Leach, 1814
- Goniaea carinata Stål, 1878
- Goniaea ensicornis Stål, 1878
- Goniaea furcifera Walker, 1870
- Goniaea opomaloides Walker, 1870
- Goniaea vocans Fabricius, 1775